# Johan Meerman

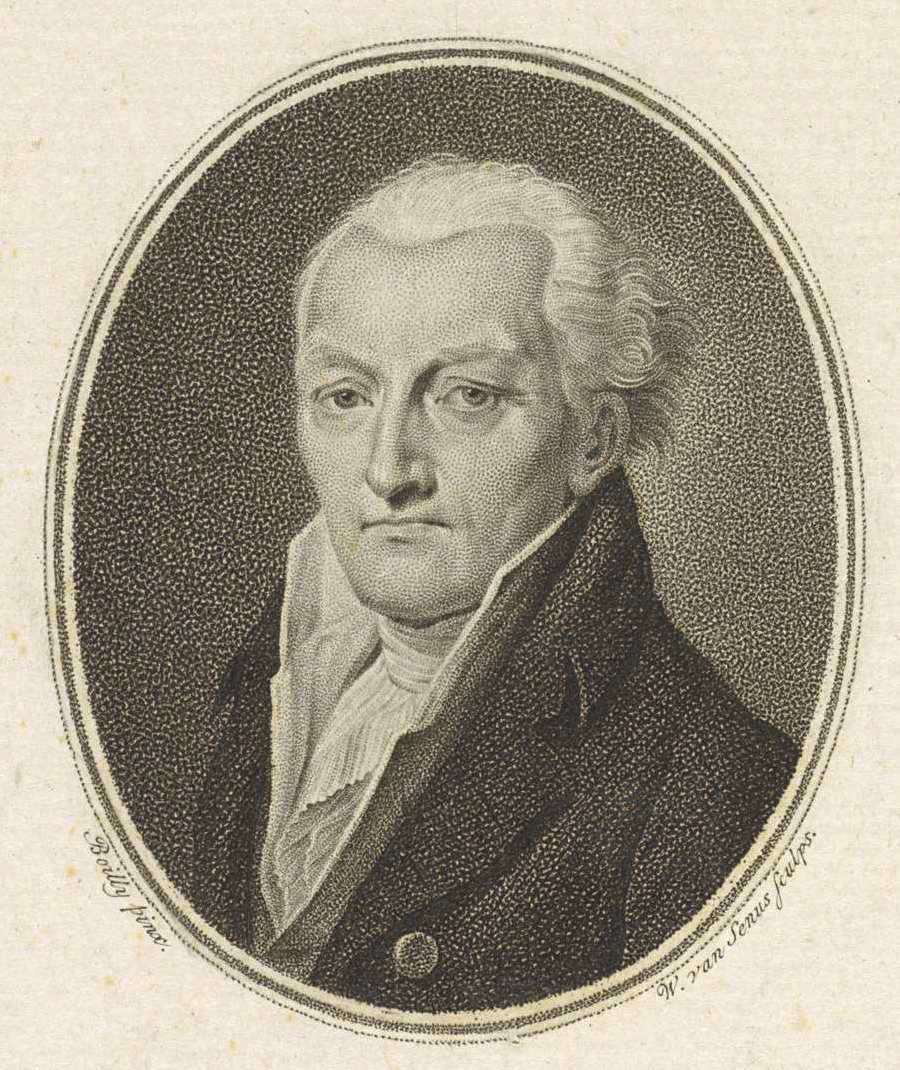
Portret van Meerman door Willem van Senus (1817)

Johan des H.R. Rijksbaron Meerman, heer van Dalem en Vuren (Den Haag, 1 november 1753 – aldaar, 19 augustus 1815) was een Nederlandse schrijver, boekenverzamelaar en bestuurder.

## Biografie

### Studie en reizen
Meerman was de zoon van baron Gerard Meerman (1722-1771), pensionaris van Rotterdam en kleinzoon van mr. Johan Meerman (1687-1746), bewindhebber der Vereenigde Oostindische Compagnie. Van zijn vader erfde hij de heerlijkheden en daardoor werd hij heer van Dalem en Vuren.

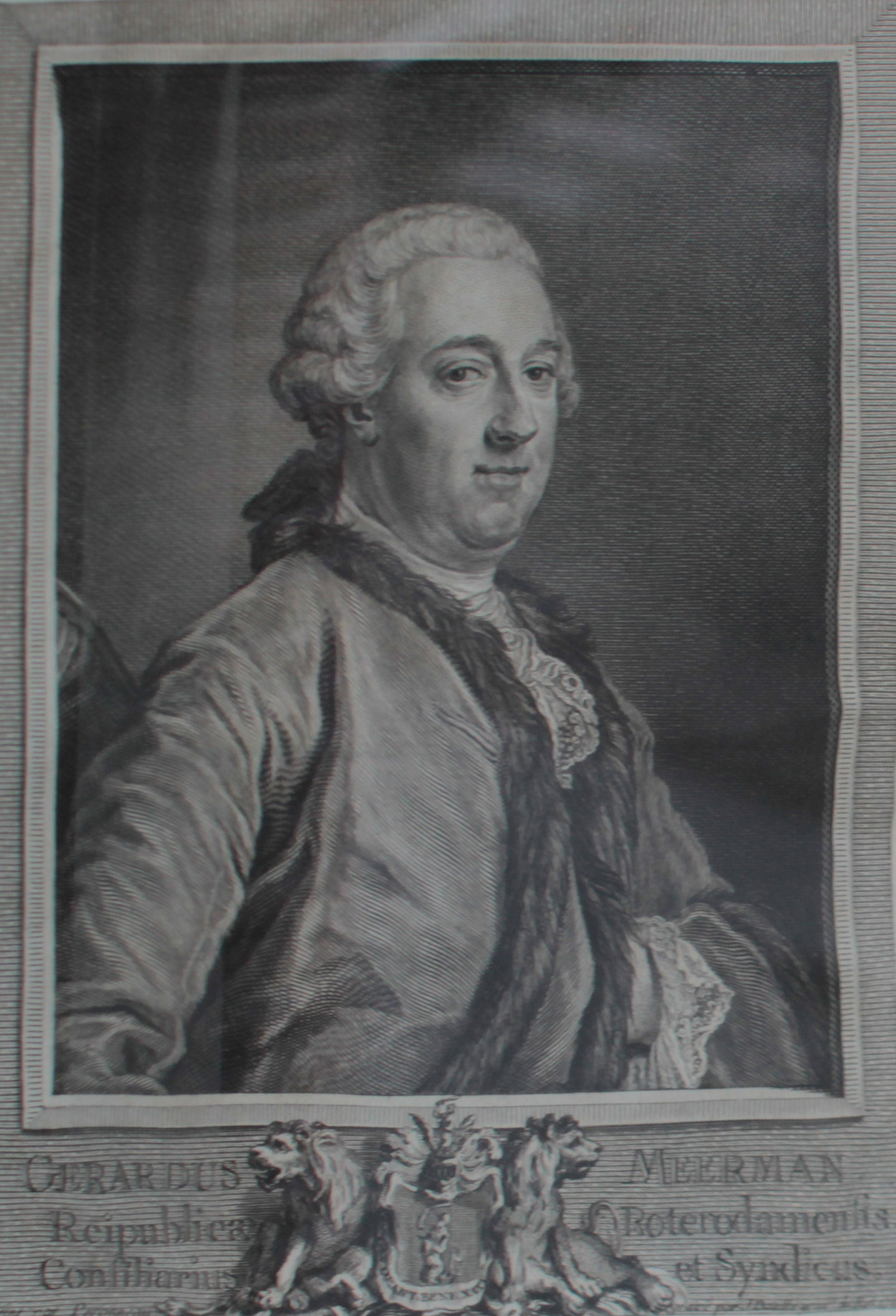
Gerard Meerman (1722-1771), vader van Johan Meerman

Hij bezocht de Latijnse school in Rotterdam, waar hij gedegen onderwijs ontving: nauwelijks tien jaar oud voltooide hij met de hulp van zijn mentor een vertaling van Le Mariage forcé (1664) van Molière, t Huwelijk tegen wil en dank, in Rotterdam in 1764 gedrukt. Van 1764 tot 1767 kreeg hij privéonderwijs. In 1767 werd hij al jong toegelaten tot de Universiteit Leipzig, daarna studeerde hij aan de universiteiten van Göttingen en Leiden en behaalde hij in 1774 de graad van meester in de rechten.
Hij bezocht vervolgens met zijn (in 1771 overleden) vader de belangrijkste landen van Europa en schreef verslagen over zijn reizen. Hij won in 1784 een prijsvraag van de Académie Royale des Inscriptions et Belles-Lettres in Parijs voor de opdracht Comparer ensemble la Ligue des Achéens, celle des Suisses en 1307, et la Ligue des Provinces-Unies en 1579, développer les causes, l'origine et l'objet de ces associations politiques. Als oranjegezinde schreef hij een vijfdelige Geschiedenis van Graaf Willem van Holland, Roomsch Koning, gepubliceerd tussen 1783 en 1797.
Hij trad in 1785 in het huwelijk met Anna Cornelia Mollerus, de zus van Johan Hendrik Mollerus, secretaris van de Raad van State van 1785 tot 1795 en later meermalen minister van het Koninkrijk Holland.
Ook Johan Meerman ambieerde een politieke loopbaan, maar kon als orangist in deze tijd van opkomende democratie en de Franse Revolutie moeilijk een politieke post in de wacht slepent. Hij was van 8 februari 1787 tot 30 april 1788 gecommitteerde van de Provinciale Rekenkamer van Holland namens Leiden. Uiteindelijk werd hij lid van de Staten van Holland en afgevaardigde naar de Staten-Generaal van de Nederlanden van 1 mei 1793 tot mei 1795. Bij het aanbreken van de Bataafse Revolutie werd hij uit zijn functie gezet. Daarna wijdde hij zich met zijn vrouw enige jaren aan reizen en schrijven.

### Bestuurder in de Franse tijd
Onder koning Lodewijk Napoleon was Meerman van juni 1802 tot juni 1807 lid - en in 1806 voorzitter - van het departementaal bestuur van Holland. Van 8 april 1806 tot 1 september 1809 was hij kamerheer van koning Lodewijk Napoleon. In 1807 was hij directeur-generaal van Openbaar Onderwijs en Wetenschappen en lid van de Staatsraad van het koninkrijk Holland. Hij was vanaf 1807 directeur-generaal van Wetenschappen en Kunsten, directeur van de Koninklijke Bibliotheek en de Koninklijke Musea.

Bij de annexatie van het koninkrijk Holland behoorde hij eind december 1810 samen met Rutger Jan Schimmelpenninck, Philip Julius van Zuylen van Nijevelt, Frederik Gijsbert van Dedem en Jan Wolters van de Poll tot de vijf Nederlanders die door Napoleon Bonaparte aangewezen werden als lid van de Sénat conservateur van het keizerrijk (de zesde, Jan Hendrik van Kinsbergen, aanvaardde de functie niet). Zijn zwager Johan Hendrik Mollerus was in diezelfde periode lid van het Keizerlijk Wetgevend Lichaam. Johan Meerman kreeg in 1812 de titel comte de l'Empire (graaf van het Keizerrijk). Bij de abdicatie van Napoleon in 1814 keerde Meerman terug naar Den Haag, waar hij op 19 augustus 1815 overleed. Hij is begraven in de Pieterskerk in Leiden.

### De Meerman-verzamelingen
Vader Gerard Meerman was begonnen als verzamelaar van boeken over rechtsgeleerdheid. In 1764 kocht hij de collectie manuscripten van het jezuïetencollege Louis le Grand in Parijs. Daarna groeide de verzameling gestaag. Zoon Johan bouwde die vervolgens uit, maar hij werd door keizer Napoleon gedwongen de manuscripten van het Lycée Louis le Grand terug te geven in ruil voor een ridderpenning.

De verzamelingen van vader en zoon Meerman waren bij legaat geschonken aan de stad Den Haag, die weigerde dit te accepteren uit angst voor hoge kosten. Daarop werd de verzameling in 1824 geveild. Veel verdween naar het buitenland, onder meer naar Thomas Phillipps, maar een belangrijk deel werd gekocht door hun achterneef W.H.J. baron van Westreenen van Tiellandt. Deze legateerde in 1848 op zijn beurt de gehele collectie aan de Staat der Nederlanden en verbond daaraan de voorwaarde dat de collectie onder de naam Museum Meermanno-Westreenianum in zijn woonhuis opengesteld zou worden voor het publiek. Van de verschillende reizen die Meerman maakte met zijn vader worden handgeschreven en gedrukte verslagen getoond in het Museum Meermanno en de Koninklijke Bibliotheek. Te zien zijn originele documenten, geflankeerd door boeken en voorwerpen die onderweg werden gekocht en door landkaarten en prenten van steden die werden bezocht op de reis van vader en zoon. Op een grote landkaart uit 1795 kunnen de uitgebreide reizen worden gevolgd die vaak enkele maanden tot een paar jaar duurden.

## Werken
- 1774 : De solutione vinculi quod olim fuit inter S.R. Imperium et fœderati Belgii republicas, thesis, Göttingen.
- 1783-1797 : Geschiedenis van graaf Willem van Holland, roomsch koning.. Europeana. Geraadpleegd op 2 februari 2014.  deel 1, deel 2, deel 3, deel 4, aanhang van het 4e deel
- 1784 : Discours qui a remporté le prix de l'Académie Royale des inscriptions et belles-lettres, de Paris sur la question proposée en 1782: comparer ensemble la Ligue des Achéens, celle des Suisses, et la ligue des Provinces-Unies en 1579
- 1787 : Eenige berichten omtrent Groot-Brittannien en Ierland
- 1788 : Discours sur les meilleurs moyens d'exciter le patriotisme dans une monarchie
- 1793 : De burgerlijke vrijheid in haar heilzaame, de volksvrijheid in hare schadelijke gevolgen voorgesteld
- 1793 : Eenige berichten omtrent de Pruissische, Oostenryksche en Siciliaansche monarchiën, benevens sommige daar aan grenzende staaten
- 1794 : Merkwaardige overéénstemming, van het decreet der Fransche Nationaale Conventie, van den zestienden, met de publicatie der Staaten van Holland, van den zeventienden oktober 1794; over de volks-sociëteiten
- 1803 : Athenen onder Cleo of over het Tooneeldicht van Aristophanes
- 1804-1806 Eenige berichten omtrent het noorden en noordoosten van Europa 5 delen (deel 5:)
- 1806 : Aan den hoogleeraar Siegenbeek, over de vocaal-verdubbeling in het Nederduitsch volgens den regel, welken de Commissie der psalmberijming in MDCCLXXIII zich ten dien opzichte heeft voorgeschreeven
- 1806 : Over de blijken der Goddelijke wijsheid, welke de Geschiedenis oplevert
- 1806 : Verhaal van het beleg en de verovering van Leyden door hertog Jan van Beijeren, in 1420
- 1807 : Josia, Antoninus Pius en Hendrik IV met elkander vergeleeken
- 1812 : Montmarte, dichtstuk  en Montmartre: poeme hollandois avec la traduction françoise
- 1813 : Discours sur le premier voyage de Pierre le Grand, principalement en Hollande